# Karel Meijer
Karel Meijer (Amsterdam, 26 juni 1884 - Amstelveen, 29 december 1967) was een Nederlands waterpolospeler.
Karel Meijer nam tweemaal deel aan de Olympische Spelen, in 1908 en 1920. Hij eindigde met het Nederlands team op de vierde (1908) en zesde (1920) plaats. In 1908 was tevens zijn oudere broer Eduard Meijer lid van het waterpoloteam. In de competitie kwam Meijer uit voor DJK.
Bouke Benenga · 
Johan Cortlever · 
Jan Hulswit · 
Eduard Meijer · 
Karel Meijer · 
Piet Ooms · 
Johan Rühl
Gé Bohlander · 
Johan Cortlever · 
Leen Hoogendijk · 
Carl Kratz · 
Karel Meijer · 
Piet Plantinga · 
Jean van Silfhout · 
Karel Struijs · 
Piet van der Velden